# Mr Hublot
Pour les articles homonymes, voir Hublot (homonymie).
Pour plus de détails, voir Fiche technique et Distribution.
Mr Hublot est un court métrage d'animation franco-luxembourgeois réalisé et produit en 2013 par Laurent Witz et  coréalisé  par Alexandre Espigares avec les personnages du sculpteur belge Stéphane Halleux. En 2014, il remporte l'Oscar du meilleur court métrage d'animation lors de la 86e cérémonie des Oscars.

## Synopsis
Le film se déroule dans un univers urbain futuriste. Monsieur Hublot est un homme chauve habillé d'une chemise blanche, d'une cravate rouge sombre et d'une veste en cuir marron, qui porte d'énormes lunettes épaisses et qui a sur le front quatre trous carrés par lesquelles défilent des chiffres comme s'il comptait quelque chose. Monsieur Hublot présente plusieurs symptômes de trouble obsessionnel compulsif (TOC) : il éteint puis rallume plusieurs fois les lumières avant de se mettre au lit, passe régulièrement du temps à redresser les cadres des tableaux suspendus aux murs de sa maison.
Un jour, monsieur Hublot aperçoit dans une boîte un tout petit robot en forme de chiot qui grelotte de froid. Il le récupère avant que la boîte ne soit mise aux ordures. Il élève dans sa maison le chiot qui grandit et devient bientôt énorme. Le chien finit par causer beaucoup de dégâts dans la maison. Monsieur Hublot se dirige alors vers lui un tournevis à la main.
Après une ellipse, on retrouve monsieur Hublot et le chien qui ont déménagé dans l'entrepôt voisin, beaucoup plus spacieux que sa précédente maison. Ils vivent heureux, monsieur Hublot toujours victime de ses TOC.

## Fiche technique
- Titre : Mr Hublot
- Réalisation : Laurent Witz et Alexandre Espigares
- Personnages  : Stéphane Halleux
- Musique originale : François Rousselot
- Image : Laurent Witz
- Direction artistique : Pascal Thiebaux
- Production : Laurent Witz
- Studios de production : ZEILT productions, WATT frame
- Distribution : Premium Films (diffusion en salles, France, 2014)
- Pays : France, Luxembourg
- Date de sortie : 2013
- Format : numérique, couleur
- Durée : 11 minutes

## Genèse du projet
En 2008, Laurent Witz découvre l'œuvre du sculpteur belge Stéphane Halleux. Il remarque notamment une statuette, réalisée à partir de matériel de récupération, représentant Mr Hublot. Séduit par l'univers visuel du sculpteur, Witz lui propose de réaliser un court métrage d'animation mettant en scène ses personnages. Un premier scénario est écrit par Stéphane Halleux, responsable de la caractérisation au personnage de Mr Hublot, mais le scénario ne permet pas de financer le film. Un nouveau scénario est alors écrit par Laurent Witz. Trois ans sont nécessaires à la réalisation du film.

## Production
Mr Hublot est coproduit par le studio d'animation ZEILT productions, fondé par Laurent Witz et installé à Mondercange au Luxembourg, et la société de production WATT frame, basée à Thionville en Lorraine,. Le budget du film s'élève à 250 000 euros. Il est financé à 48 % par le Film Fund (fonds d'aide luxembourgeois), à 18 % par Laurent Witz, à 12 % par le CNC, à 12 % par la région Lorraine et à 10 % par Arte.

## Sortie
La première a lieu en octobre 2013. Le film remporte plusieurs récompenses dans les festivals internationaux. En 2014, il est primé aux 3D & Advanced Imaging Society's Creative Arts Awards, consacré aux productions 3D. Lors de la 86e cérémonie des Oscars, Mr Hublot remporte l'Oscar du meilleur court métrage d'animation.